# Tulungrejo (Pare)
Tulungrejo is een bestuurslaag in het regentschap Kediri van de provincie Oost-Java, Indonesië. Tulungrejo telt 16.248 inwoners (volkstelling 2010).